# Wilhelm Romiszewski
Wilhelm Romiszewski (ur. 4 kwietnia 1882 w Łomży, zm. 27 stycznia 1934 w Warszawie) – pedagog polski, działacz społeczny.

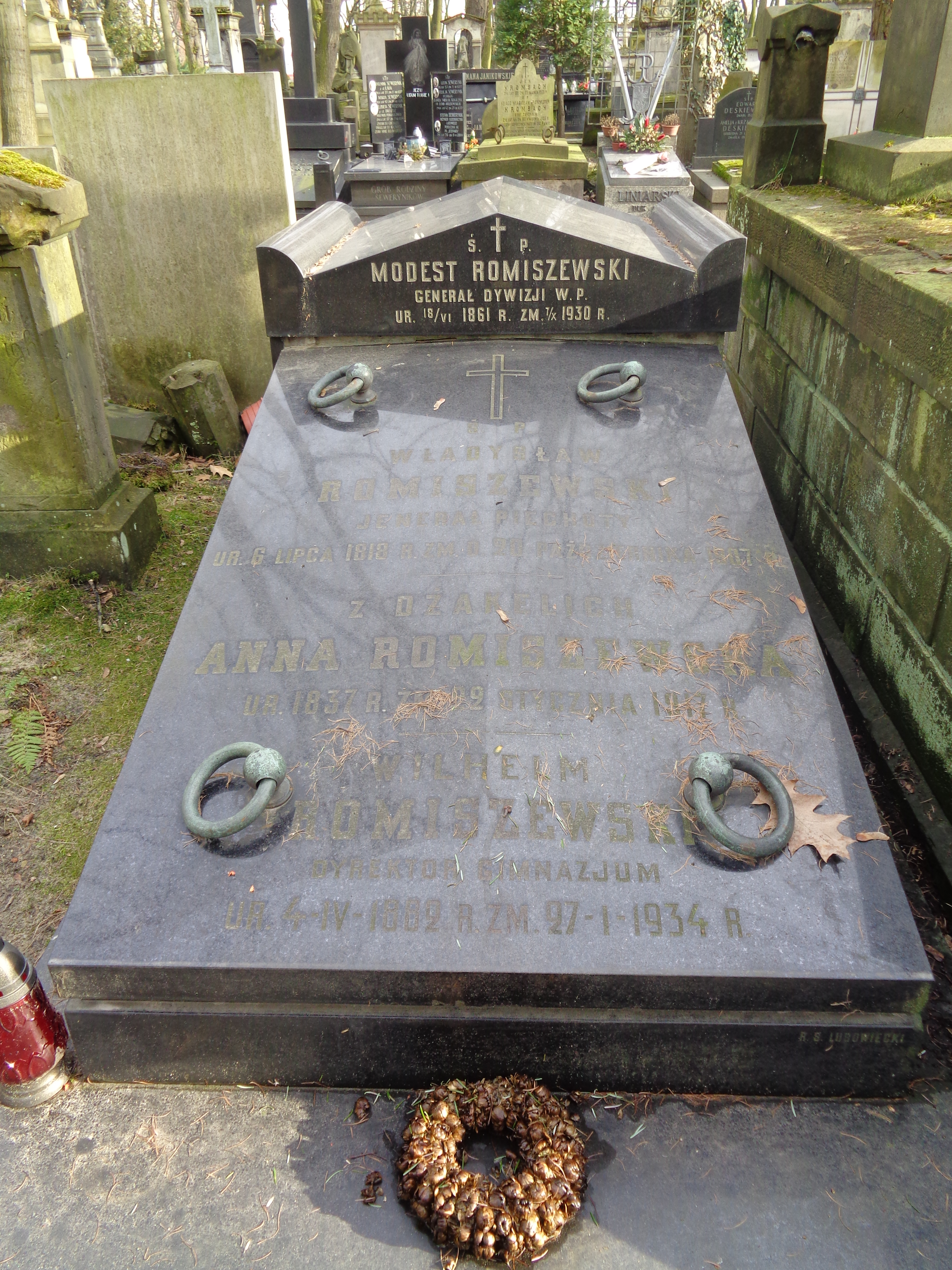
Grobowiec Romiszewskich

## Życiorys
Był synem generała armii rosyjskiej Władysława i Anny z Dżakelich, młodszym bratem generałów WP Modesta i Eugeniusza. Ukończył studia na uniwersytecie w Kijowie. Pracował jako nauczyciel fizyki i chemii. Był dyrektorem Gimnazjum w Ostrogu (pod opieką Polskiej Macierzy Szkolnej), a od 1921 dyrektorem gimnazjum im. Joachima Chreptowicza w Ostrowcu. Działał na rzecz utworzenia Uniwersytetu Robotniczego w Ostrowcu. Zmarł 27 stycznia 1934. Został pochowany w grobowcu rodzinnym na cmentarzu Powązkowskim w Warszawie (kwatera 6-2-8).

## Ordery i odznaczenia
- Złoty Krzyż Zasługi (9 listopada 1932)[3]